# Brometo de 1-naftilmagnésio
Brometo de 1-naftilmagnésio é o composto químico organometálico de fórmula C10H7BrMg, massa molecular 231,37 , classificado com o número CAS 703-55-9 e Mol File 703-55-9.mol. Apresenta-se como um líquido de ponto de ebulição de 65 °C e densidade 0,908 g/mL a 25 °C.